# Tombe 9 d'Amarna
La tombe 9 d'Amarna est l'une des tombes du Sud à Amarna, en Égypte. Elle est la sépulture de Mahou, chef de la police d'Akhenaton à Akhetaton.